# Miskolci Bányakapitányság
A Miskolci Bányakapitányság a trianoni döntéssel megváltozott határok következtében jött létre a Miskolci Bányabiztosság intézményéből. Székháza Miskolcon, a Soltész Nagy Kálmán utca 5. szám alatt áll.

## Története
A Miskolci Bányabiztosság a Budapesti Bányakapitányság helyi kirendeltsége volt, és az 1911. évi XIV. tc. alapján alakult meg. Ekkor a Széchenyi utca 60. számú épülettömb (Royal szálló), déli, Szinvára néző szárnyában, a második emeleten lévő háromszobás lakást bérelte Weisz Vilmostól. A hivatal háromfős létszámmal kezdte meg a működését (Gallow Károly és Sasi Nagy Imre főbányabiztos, valamint Piszárszky Pál hivatalszolga). A személyzet létszáma 1918-tól hét főre emelkedett (1945-ig). A Trianon utáni területi változások miatt a Bányabiztosságokat Bányakapitányságokká szervezték át, így a miskolcit is, egyúttal elrendelték a hivatalok székhelyéül szolgáló épületek építését is. A város először a mai Kossuth utca 13-nak megfelelő telket ajánlotta fel a célra, de ez nem felelt meg a célra. Második lépésként a városi az akkor már kialakult, de még beépítetlen Soltész Nagy Kálmán utcán, annak keleti oldalán, egy 600 négyszögöles telket adott át a hivatalnak – a hivatalos telekár egyharmadáért, azaz 2 875 000 koronáért. Az adásvételi szerződést 1923. július 3-án írták alá, és a Reggeli Hírlap tudósítása szerint az építkezés hamarosan meg is kezdődött, és 1924 őszén fejeződött be. A tervező személyét illetően eltérő adatok szerepelnek a forrásokban, de nagyon valószínű, hogy Árva Pál volt az építész. Az épület tekintélyes méretű, kétemeletes, benne a hivatali helyiségeken kívül tisztviselői szolgálati lakásokat is kialakítottak, de a lakások egy részét nem hivatali dolgozók is bérelhették. Egy 1925-ből származó képeslapon látható az épület, mellette a MÁV Osztálymérnökség irodaháza (Soltész Nagy Kálmán utca 7.), de ettől eltekintve a környezet még teljesen beépítetlen. Az épület déli oldalán később épült fel két ütemben a Villamosipari Technikum (ma Bláthy Ottó Villamosipari Szakgimnázium).
A Bányakapitányság szervezeti felépítésében és működésében 1945 után több kisebb módosítás történt, majd 1949-ben meg is szüntették a bányakapitányságokat, és bányarendészeti kirendeltségeket hoztak létre. 1953-ban Kerületi Bányaműszaki Felügyelőségek alakultak, a változások illetékességi módosulásokkal is jártak. A hivatal végül 1993-ban nyerte vissza a Bányakapitányság elnevezést. Az épület máig használatban van, a megyei kormányhivatal Hatósági Főosztály Bányászati Osztálya működik benne. A ház főbejárata mellett emléktáblát helyeztek el a megszűnt mélyműveléses barnaszén bányászat emlékére.

## Leírása
A ház kétemeletes, magas mészkőlábazata van. Homlokzata tíztengelyes, rajta a szimmetria és az aszimmetria váltakozik. Ablakai hármas osztásúak és egyenes záródásúak. Eredetileg két bejárata volt, a második tengelybelit valamikor megszüntették. A negyedik és a tizedik tengelybeli rizalitban, az emeleti szinteken kőkorlátos erkélyeket helyeztek el. Az első három tengelyben, a trapézalakban megemelt tető alatti mezőben Márton Ferenc látványos sgraffitója látható. A kép középpontjában egy fa áll, törzsén a bányász címerrel. Két oldalt bányász egyenruhát viselő férfiak, magyar ruhás nők és gyerekek vannak, a háttérben, a tájban népies házat és a kalotaszegi templomot látni.

## Képek

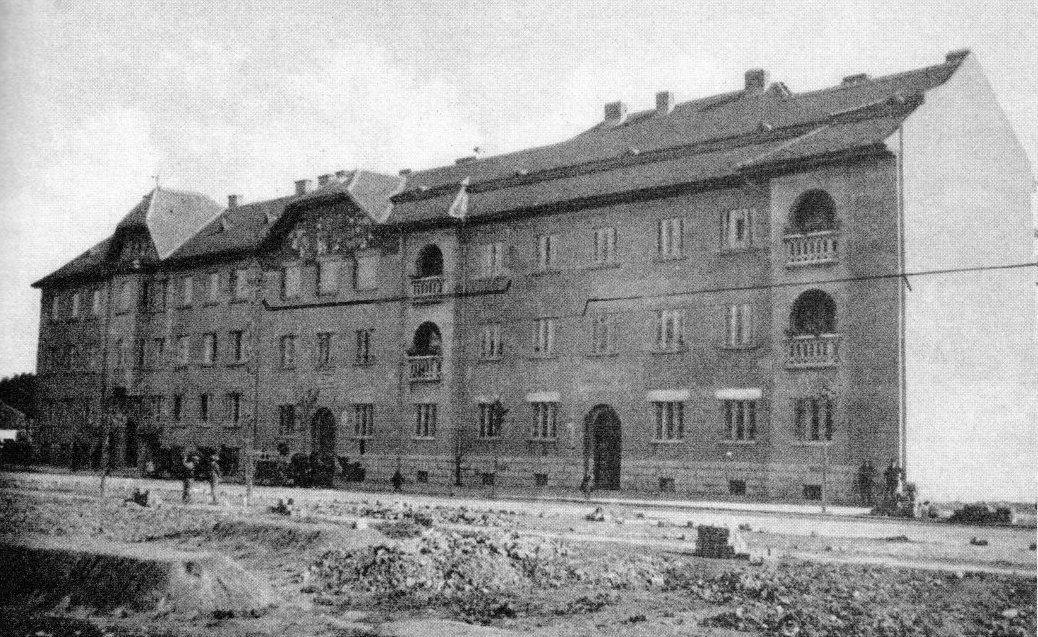
A Bányakapitányság épülete 1925-ben
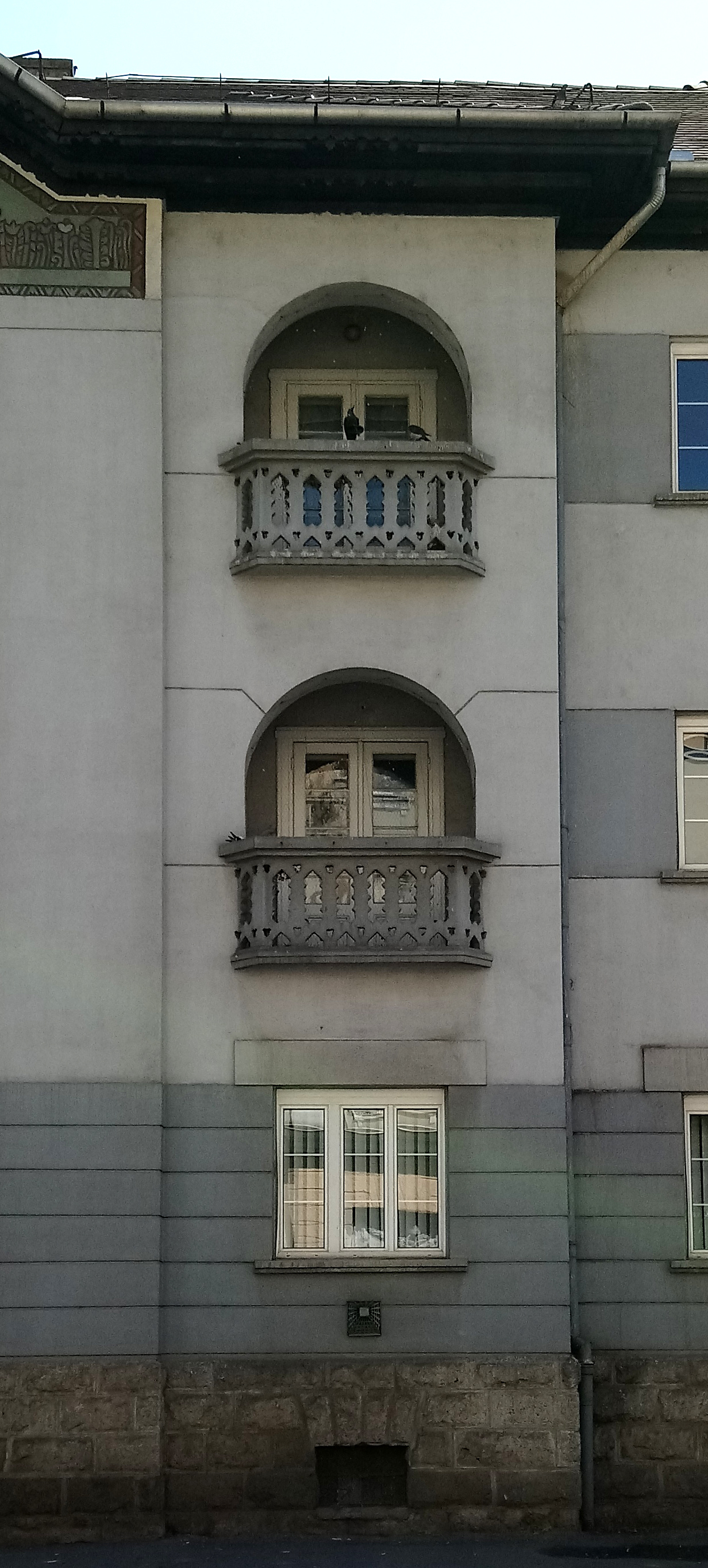
Erkélyek a negyedik tengelyben
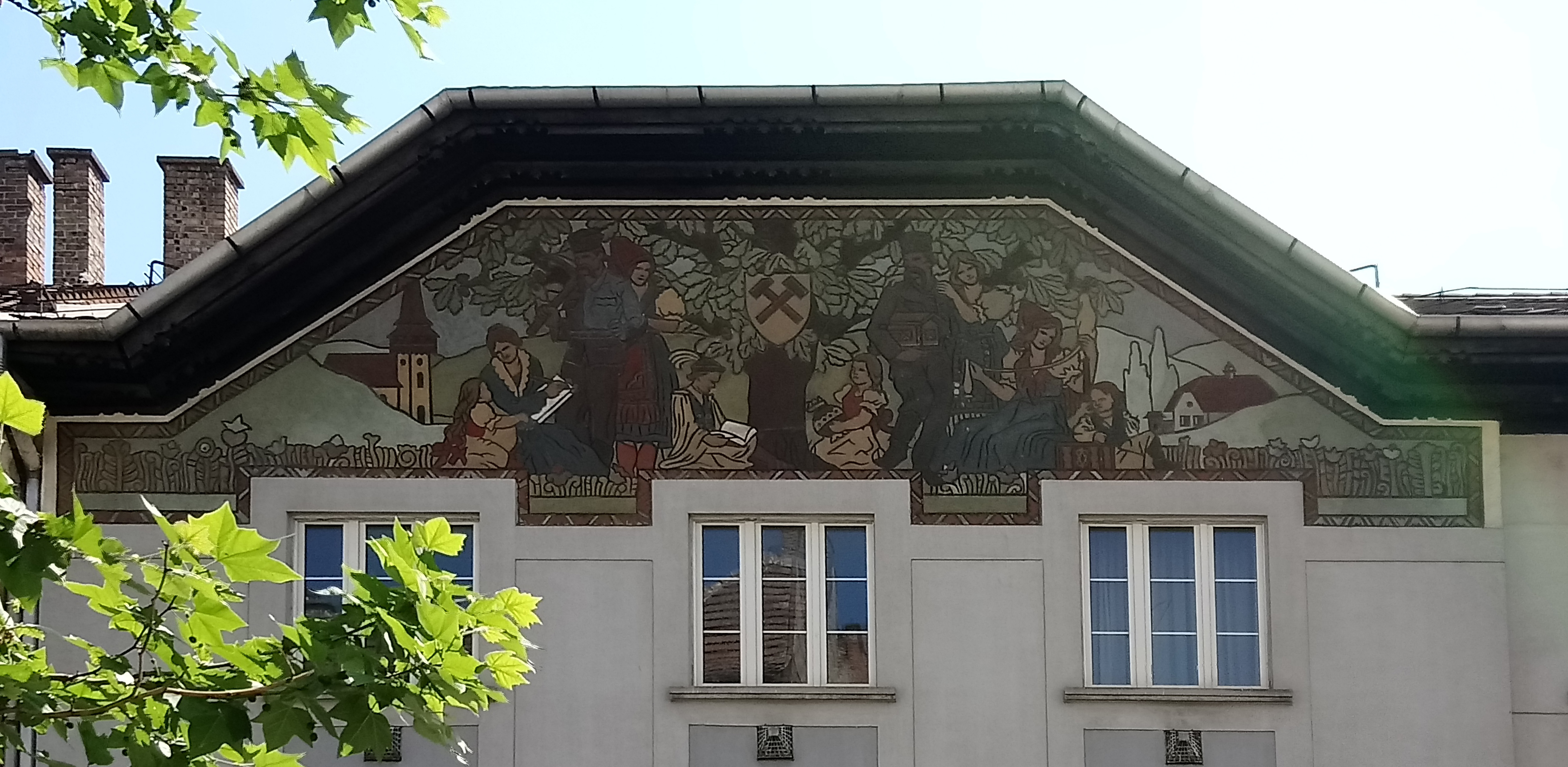
Márton Ferenc sgraffitója a homlokzat fölső részén
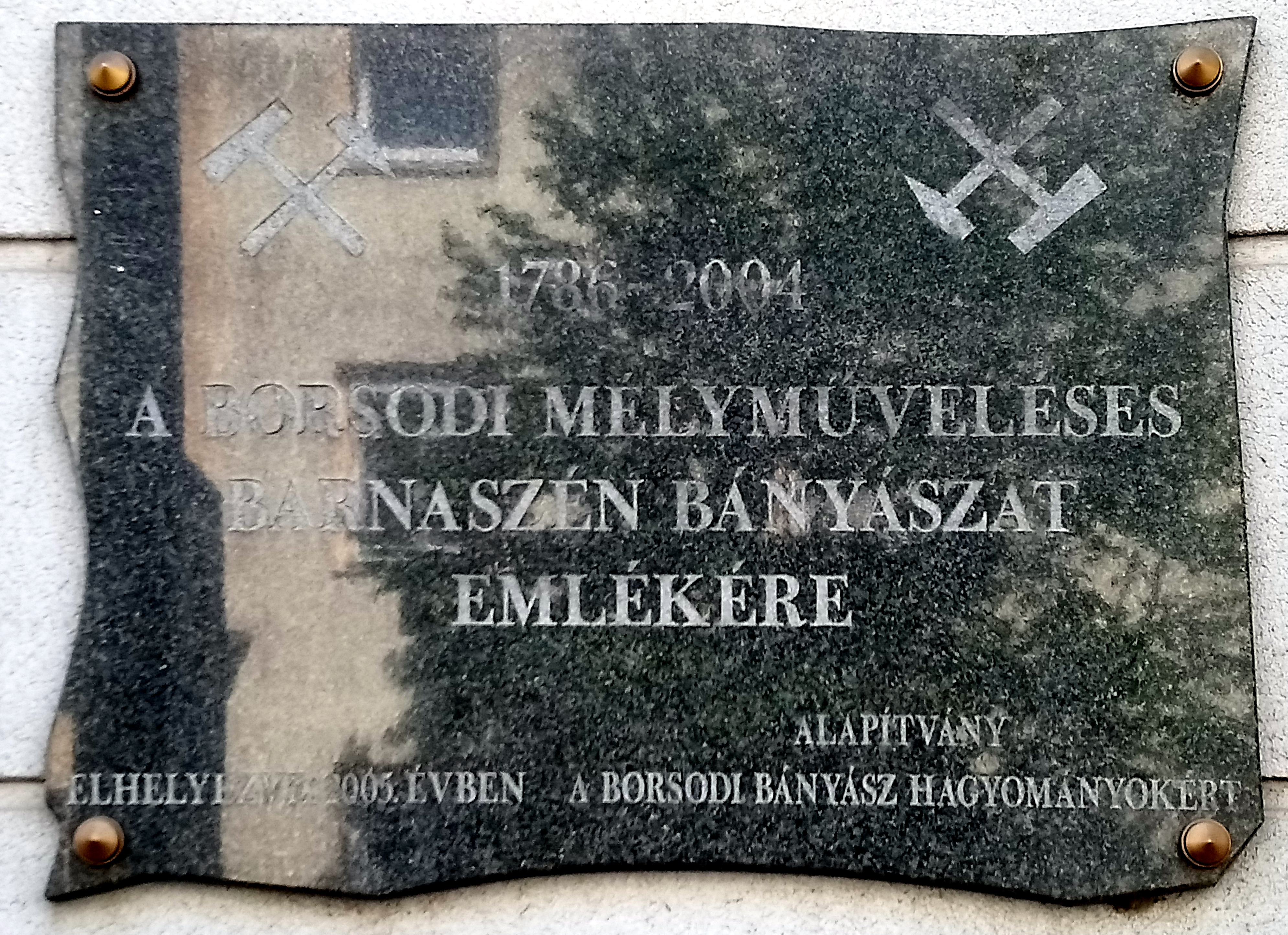
Emléktábla a bejáratnál